# Michael McGovern
Michael McGovern (* 12. Juli 1984 in Enniskillen) ist ein nordirischer Fußballtorhüter. Er stand zuletzt bei Heart of Midlothian in der Scottish Premiership unter Vertrag.

## Karriere

### Verein
McGovern begann seine Karriere im Jahr 2004 bei Celtic Glasgow. Von Januar 2005 bis Mai 2005 war er an den FC Stranraer ausgeliehen. Im Jahr 2006 wurde er wieder ausgeliehen, diesmal an den FC St. Johnstone. Nachdem das Leihgeschäft beendet war, kehrte er wieder zurück zu den „the bhoys“ und spielte dort von Januar 2007 bis Juli 2008. Im Juli 2008 verließ er Celtic Glasgow und wechselte zu Dundee United. Dort spielte er zwei Jahre und wechselte anschließend zu Ross County. Im Sommer 2011 wechselte er zum FC Falkirk und spielte dort drei Jahre lang. 2014 wechselte er zu Hamilton Academical. Gegen Ende der Saison 2014/15 wurde er dort Mannschaftskapitän.
Im Juli 2016 wechselte der 32-Jährige zum englischen Zweitligisten Norwich City und unterschrieb einen bis 2019 gültigen Vertrag. Für seine neue Mannschaft absolvierte er zwanzig Ligaspiele in der Football League Championship 2016/17 und beendete die Saison mit Norwich als Tabellenachter. In den kommenden Spielzeiten blieb der Nordire lediglich Ersatz für den Stammtorhüter Angus Gunn sowie ab 2018 für Tim Krul und kam daher nur zu sehr wenigen Einsätzen. Im Sommer 2023 wechselte der Torwart zurück nach Schottland zum dortigen Erstligisten Heart of Midlothian. Ohne dort ein Pflichtspiel absolviert zu haben, wurde McGovern in der folgenden Winterpause bis zum Saisonende an den Ligarivalen FC Livingston verliehen.

### Nationalmannschaft
McGovern war von 2010 bis 2020 über zehn Jahre lang nordirischer A-Nationalspieler und absolvierte in dieser Zeit 33 Partien. Sein erstes Länderspiel, das Nordirland mit 1:0 verlor, bestritt er am 30. Mai 2010 gegen die Chilenische Fußballnationalmannschaft. Danach wurde er erst 2012 wieder nominiert und stieg 2013 zur Nummer 2 im nordirischen Tor auf. Aber erst im März 2015 kam er zu seinem zweiten Länderspiel. Zur Hälfte der Qualifikation für die Fußball-Europameisterschaft 2016 in Frankreich löste er dann Roy Carroll im Tor ab und wurde als Nummer 1 ins EM-Aufgebot Nordirlands aufgenommen. Er bestritt alle vier Partien des Teams bis zum Ausscheiden im Achtelfinale als Stammtorwart.

## Erfolge
- Scottish League Challenge Cup: 2011, 2012